# Делано (Міннесота)
Делано (англ. Delano) — місто (англ. city) в США, в окрузі Райт штату Міннесота. Населення — 6484 особи (2020).

## Географія
Делано розташоване за координатами 45°2′16″ пн. ш. 93°47′31″ зх. д. / 45.03778° пн. ш. 93.79194° зх. д. (45.037781, -93.791823).  За даними Бюро перепису населення США в 2010 році місто мало площу 10,49 км², уся площа — суходіл.

## Демографія
Згідно з переписом 2010 року, у місті мешкали 5464 особи в 1958 домогосподарствах у складі 1417 родин. Густота населення становила 521 особа/км².  Було 2064 помешкання (197/км²).
Расовий склад населення:
| - 96,0 % — білих - 1,0 % — азіатів - 0,4 % — чорних або афроамериканців - 0,3 % — корінних американців |

До двох чи більше рас належало 1,7 %. Частка іспаномовних становила 1,4 % від усіх жителів.
За віковим діапазоном населення розподілялося таким чином: 31,9 % — особи молодші 18 років, 58,3 % — особи у віці 18—64 років, 9,8 % — особи у віці 65 років та старші. Медіана віку мешканця становила 34,9 року. На 100 осіб жіночої статі у місті припадало 95,1 чоловіків;  на 100 жінок у віці від 18 років та старших — 95,1 чоловіків також старших 18 років.
Середній дохід на одне домашнє господарство  становив 83 175 доларів США (медіана — 71 635), а середній дохід на одну сім'ю — 92 466 доларів (медіана — 82 939). Медіана доходів становила 56 205 доларів для чоловіків та 49 844 долари для жінок. За межею бідності перебувало 3,3 % осіб, у тому числі 2,8 % дітей у віці до 18 років та 13,7 % осіб у віці 65 років та старших.
Цивільне працевлаштоване населення становило 2926 осіб. Основні галузі зайнятості: освіта, охорона здоров'я та соціальна допомога — 19,7 %, науковці, спеціалісти, менеджери — 14,4 %, виробництво — 12,2 %, роздрібна торгівля — 10,4 %.